# Gabriella Di Grecco
Gabriella Di Grecco Da Costa Marques (Cuiabá, Mato Grosso; 22 de enero de 1989) es una actriz y cantante brasileña, conocida por su papel doble de Helena Urquiza y Ana Da Silvo en la serie original de Disney Channel Latinoamérica, Bia.

## Biografía
Gabriella Di Grecco nació en Cuiabá, Mato Grosso, Brasil el 22 de enero de 1989. Di Grecco comenzó a sentir interés por la interpretación desde pequeña, razón por la que cuando culminó la secundaria se mudó a São Paulo, para tomar clases de actuación y comedia musical.
En 2011, hizo su debut actoral, como protagonista de Lado Nix, primera serie web brasileña. Ese mismo año, fue elegida para protagonizar dos versiones en teatro de La Cenicienta y meses después de cumplir con sus compromisos laborales, se transladó a Nueva York, Estados Unidos para proseguir con su formación artística.
En 2014, regresa a Brasil para protagonizar la obra musical Cinza. Di Grecco enfrentó el desafío de interpretar a una joven con esquizofrenia. Ese mismo año, protagonizó los musicales, Os donos do mundo y VAMP, inspirado en la telenovela brasileña del mismo nombre.
En 2015, es elegida para interpretar a Emilia Diffiori en la telenovela de Rede Globo, A través del tiempo. Ese mismo año, interpreta a Gemina en la famosa telenovela de SBT, Cúmplices de um Resgate. En 2018, se anunció que sería parte del elenco de la serie de televisión Deus Salve o Rei.
Un año más tarde, es seleccionada por Disney Channel Latinoamérica para interpretar a «Helena Urquiza / Ana da Silvo» en la serie de televisión Bia, protagonizada por Isabela Souza. Luego repitió su personaje en el especial de televisión Bia: Un mundo al revés.
Desde el año 2020, es presentadora del programa Disney Planet, junto a Bruno Heder, en su versión en español. Al año siguiente se confirma su participación en el elenco principal de la serie O coro: Sucesso, aqui vou eu de Disney+ encabezada por Miguel Falabella, interpretando a «Nora». En 2022 inició su carrera de directora con el videoclip de Checkmate, sencillo del dúo musical DIGRECCO.

## Filmografía

### Televisión
| Año       | Título                       | Rol                           | Notas                  |
| --------- | ---------------------------- | ----------------------------- | ---------------------- |
| 2011      | Lado Nix                     | Nix                           | Protagonista           |
| 2015-2016 | A través del tiempo          | Emilia Diffiori (joven)       | Elenco recurrente      |
| 2016      | Cúmplices de um Resgate      | Gemima                        | Elenco principal       |
| 2018      | Deus Salve o Rei             |                               | Elenco recurrente      |
| 2019-2020 | Bia                          | Helena Urquiza / Ana Da Silvo | Elenco principal       |
| 2020      | Disney Planet                | Ella misma                    | Presentadora           |
| 2021      | Bia: Un mundo al revés       | Helena Urquiza                | Especial de televisión |
| 2021      | SEC Awards                   | Ella misma                    | Presentación           |
| 2022      | O coro: Sucesso, aqui vou eu | Nora                          | Elenco principal       |

### Teatro
| Año  | Título            |
| ---- | ----------------- |
| 2011 | La Cenicienta     |
| 2012 | Wicked            |
| 2013 | Cinza             |
| 2014 | Os donos do mundo |
| 2017 | VAMP, o musical   |

## Discografía
- 2019 - «Así yo soy»[22]
- 2019 - «Si vuelvo a nacer»[23]
- 2020 - «Grita»[24]
- 2021 - «Bia: Un mundo al revés»[25]

## Premios y nominaciones
| Año  | Premiación | Categoría                         | Trabajo | Resultado |
| ---- | ---------- | --------------------------------- | ------- | --------- |
| 2021 | SEC Awards | Mejor actriz en serie adolescente | Bia     | Nominada  |